# Bittere wasplaat
De bittere wasplaat (Hygrocybe mucronella) is een schimmel behorend tot de familie Hygrophoraceae. Hij leeft saprotroof op de grond, het vaakst in schrale hooi- en weilanden op kalkrijke krijtverweringsbodems, ook in graslanden op zwak zure tot basische zand- en leembodems.

## Kenmerken

### Uiterlijke kenmerken
Hoed
De hoed is dunvlezig, scharlaken- tot oranjerood van kleur en vertoont vaak gele tinten. Vooral naar de rand toe is hij goudgeel getint. De diameter varieert van 0,5 tot 3,5 cm. Het oppervlak is in het begin slijmerig, maar al snel kaal en doorschijnend gestreept naar de rand toe. De opperhuid is mat, fijn harig en niet aftrekbaar.
Lamellen
De lamellen zijn aanvankelijk wit, later geelachtig of oranjerood van kleur, met gele randen. Ze zijn zwak tot breed aangehecht of lopen met in een tandje af. 
Steel
De steel is cilindrisch, glad, glanzend en slijmerig. Hij is oranjerood van kleur, aan de basis ook witachtig. De lengte varieert van 3 tot 6 cm en de dikte van 2 tot 5 mm. Soms is hij samengedrukt.
Geur en smaak
Het vlees (trama) heeft een oranjegele tint, is vrij taai en geurloos. De smaak is karakteristiek bitter. 
Sporenprint
De sporenprint is wit.

### Microscopische kenmerken
De sporen zijn ellipsoïde en meten 7-10 × 4-5 micrometer. Ze zijn sterk ingesnoerd of breder aan de basis. De basidia zijn 2- of 4-sporig. Cystidia zijn niet aanwezig.

## Verspreiding
De bittere wasplaat is wijdverspreid in de Holarctische regio. Hij wordt aangetroffen in Noord-Amerika (Verenigde Staten, Groenland), Europa en Oost-Azië (Japan). In Europa strekt het verspreidingsgebied zich uit van Groot-Brittannië, de Benelux-landen en Frankrijk in het westen tot Litouwen en Oekraïne in het oosten, en zuidwaarts tot Italië en Roemenië, en noordwaarts tot de Hebriden, Shetland, de Faeröer-eilanden en het zuidelijke Fennoskandinavië.
In Nederland komt hij vrij zeldzaam voor.

## Foto's

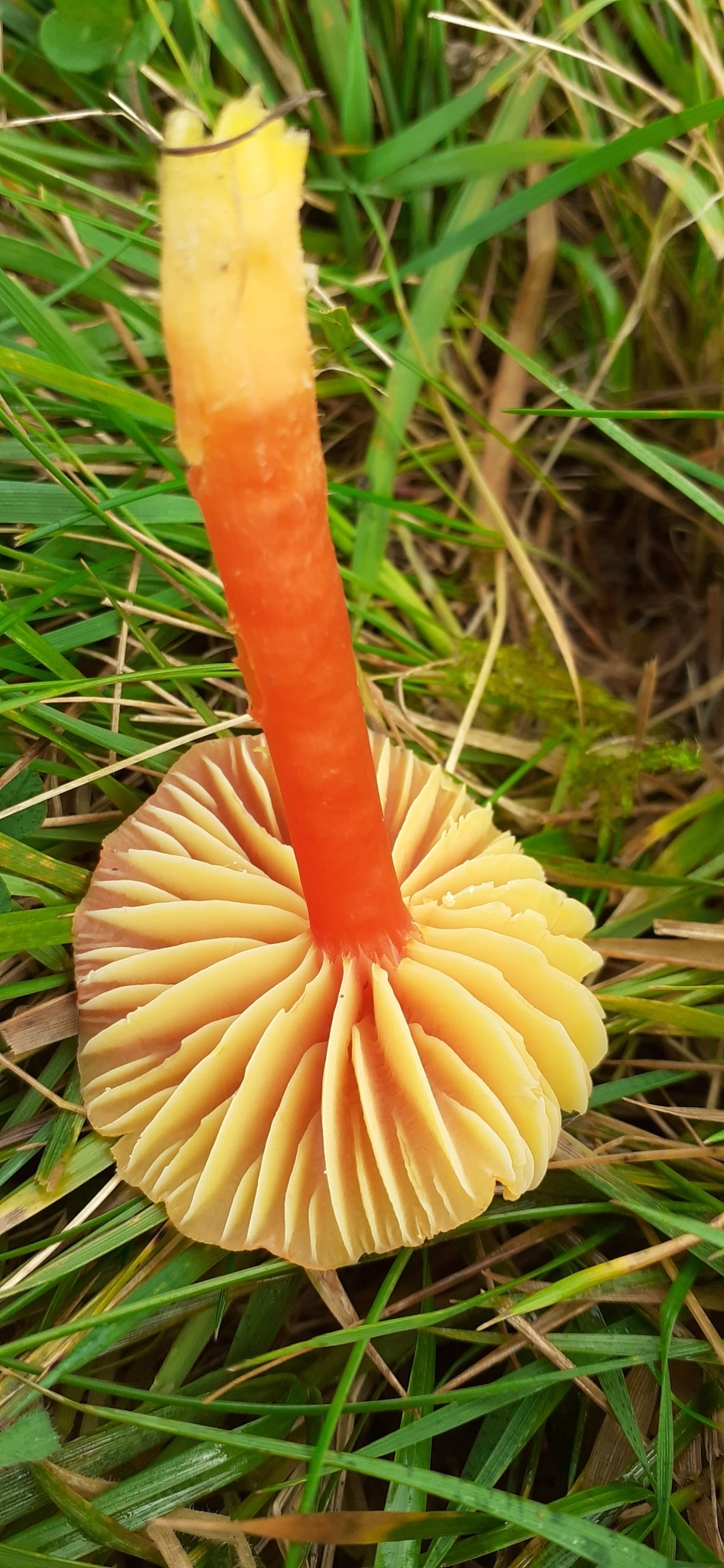
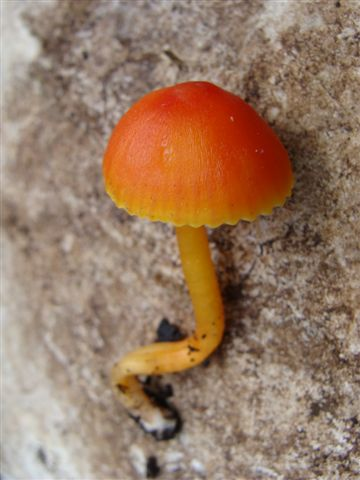